# Sabeltandkatten
De sabeltandkatten (Machairodontinae) zijn een onderfamilie van uitgestorven katachtigen (Felidae), die met name getypeerd werden door hun mesvormige hoektanden. Deze katten zijn bekend van vele fossielen, gevonden op verschillende continenten, waaruit blijkt dat hun verspreiding overeenkwam met die van de huidige katten. De huidige katten (Felidae) en de sabeltandkatten hebben zich ontwikkeld uit een gemeenschappelijke voorouder: Pseudaelurus, een primitieve kat die zo'n 20 miljoen jaar geleden leefde.
Moderne katten hebben kegelvormige hoektanden, maar de Machairodontinae (wat sabeltanden betekent) hadden hoektanden die zijdelings afgeplat waren (als een mes of zwaard) en vaak sterk verlengd. De overige tanden waren groter dan bij de huidige katten, hadden een andere hoek en stonden verder naar voren geplaatst. Verder hadden de sabeltandkatten speciale aanpassingen om hun bek zeer ver open te trekken, en hadden ze sterk ontwikkelde nekspieren. Sommige soorten hadden een beenachtig uitsteeksel op de onderkaak, dat de sabeltanden beschermde.
Een sabeltandkat met zeer grote hoektanden is Smilodon. Veel sabeltandkatten hadden echter niet van die indrukwekkende sabeltanden, en er waren ook soorten met kleine, maar messcherpe hoektanden. De sabeltandkatten worden in vier geslachtengroepen ingedeeld:
- Metailurini. Deze katten hadden twee korte sabeltanden die nauwelijks uit de bek staken. Ze hadden lange, slanke poten en een lichtgebouwd lichaam. De geslachten die in deze groep geplaatst worden zijn Metailurus Adelphailurus, Dinofelis, Pontosmilus, Stenailurus en Therailurus.
- Smilodontini. Deze katten hadden zeer lange, gespecialiseerde sabeltanden, korte poten, en een gedrongen, krachtig lichaam. Geslachten in deze groep zijn Smilodon, Megantereon en Paramachairodus.
- Homotheriini, grote hyena-achtige sabeltandkatten. Hiertoe behoren Homotherium, Nimravides en Xenosmilus.
- Machairodontini. Hiertoe behoren Machairodus en Miomachairodus.

Hoewel de hoektanden van de sabeltandkatten er indrukwekkend uitzagen, waren ze waarschijnlijk te zwak en fragiel om de prooi met kracht te steken. Huidige katten proberen vaak in de nek te bijten om de ruggengraat van hun prooi te beschadigen. Sabeltandkatten hadden dit niet kunnen doen, omdat hun tanden af zouden breken als ze bot zouden raken. Daarom denkt men nu dat de sabeltanden gebruikt werden om met een lange haal de zenuwen en bloedvaten van de nek te beschadigen.